# Frindsbury

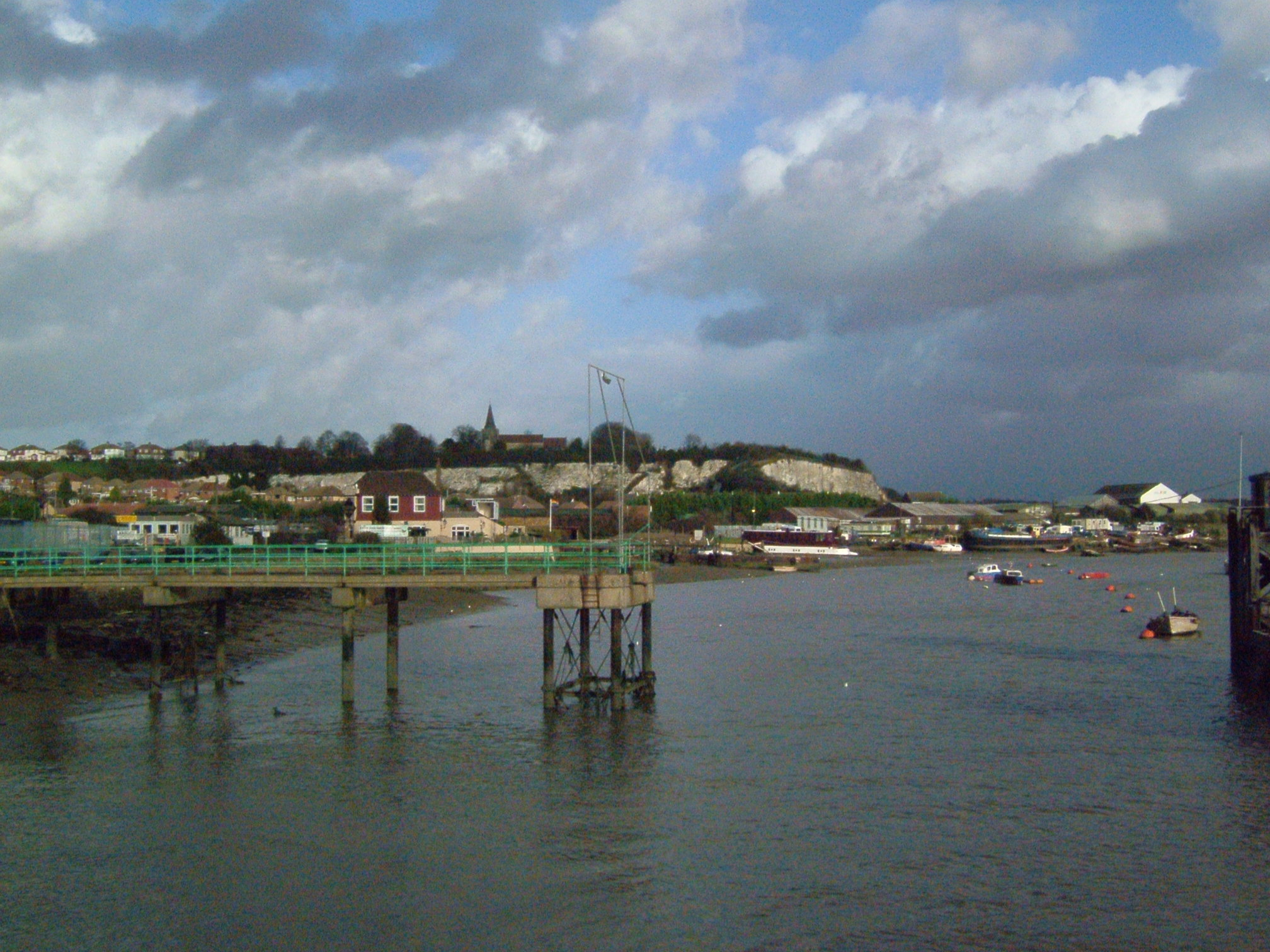

Frindsbury is een plaats in het bestuurlijke gebied Medway, in het Engelse graafschap Kent. 
De plaats ligt aan de noordoever van de Medway.